# جو (ضرما)
جو، هي قرية من فئة (أ) تقع في محافظة ضرما، والتابعة لمنطقة الرياض في السعودية. وتبعد جو عن محافظة ضرما بمسافة تقارب (13) كم. بلغ عدد السكان حسب تعداد 1431هـ (2331) نسمة.